# Illice triplagiata
Illice triplagiata là một loài bướm đêm thuộc phân họ Arctiinae, họ Erebidae.